# Геворгян Гагік Арамаїсович
Гагік Арамаїсович Геворгян (вірм. Գագիկ Արամայիսի Գևորգյան; нар. 19 лютого, 1960, Єреван) — державний діяч, член Ради державної служби Республіки Вірменія (2002-2016).

## Освіта
- 1981-1986 рр. навчався у Вищій комсомольській школі на історика.
- 1987-1992 рр. навчався у Єреванському державному інституті народного господарства за спеціальністю економіста.

## Трудова діяльність
- 1979-1981 рр. служив у Радянській армії.
- 1986. обраний другим, а потім першим секретарем ВЛКСМ Спандарянського районного комітету
- 1990-2002 рр. - працював заступником генерального директора компанії «Прогрес Корпорейшн», потім заступником директора "Шенгавіт-Фуд", а потім провідним спеціалістом Служби контролю за діяльністю Прем'єр-міністра Республіки Вірменія, провідним спеціалістом Контрольної палати Національних Зборів Республіки Вірменія.
- 2002. 15 січня указом Президента призначений членом Ради державної служби Республіки Вірменія на 2 роки.
- 2004. 17 січня указом Президента призначений членом Ради державної служби Республіки Вірменія на 6 років.
- 2010. 18 січня указом Президента призначений членом Ради державної служби Республіки Вірменія на 6 років.